# Redbelt
Redbelt (Cinturón rojo en España y Cinta roja en Argentina) es una película dramática de artes marciales de 2008 dirigida y escrita por David Mamet y protagonizada por Chiwetel Ejiofor, Tim Allen y Emily Mortimer.

## Argumento
Mike Terry es un profesor de Jiu-Jitsu que trabaja en una academia de policía. Su filosofía siempre ha sido no participar nunca en una competición y, en vez de ello, centrarse únicamente en la instrucción. Esa filosofía suya también es clara. Una noche él salva a la estrella de cine Chet Frank de un altercado en un club. Eso le lleva a un puesto de trabajo en la industria cinematográfica. Las circunstancias del destino le harán entonces cambiar de opinión y se verá obligado a participar por ello en un torneo de artes marciales con el único propósito de obtener el dinero del premio del torneo.

## Reparto
| Actor                    | Papel        |
| ------------------------ | ------------ |
| Chiwetel Ejiofor         | Mike Terry   |
| Tim Allen                | Chet Frank   |
| Alice Braga              | Sondra Terry |
| Rodrigo Santoro          | Bruno Silva  |
| José Pablo Cantillo      | Snowflake    |
| Randy Couture            | Dylan Flynn  |
| Caroline de Souza Correa | Monica       |
| Cathy Cahlin Ryan        | Gini Collins |

## Producción
Como Chiwetel Ejiofor fue practicante de este arte marcial durante años, él fue elegido para hacer el papel. Una vez que lo obtuvo, él entrenó 3 meses en Jiu-Jitsu para hacer el papel lo mejor posible, algo que se tomó muy en serio. Adicionalmente el director, también obtuvo el apoyo de varios miembros de la comunidad de las artes marciales para hacerla.
Una vez que el casting estaba hecho, se rodó entonces la película en Los Ángeles.

## Recepción
Hoy en día la película ha sido valorada en portales cinematográficos y por críticos profesionales. En IMDb, con unos 21 000 votos registrados, el filme obtiene una media ponderada de 6,7 sobre 10. En cuanto a Rotten Tomatoes, los más de 10 000 votos registrados le dieron allí una valoración media de 3,5 de 5, mientras que los 146 críticos profesionales que se expresaron allí le dieron una valoración media de 6,3 de 10. En el portal cinematográfico Metacritic obtiene una valoración profesional de 69 sobre 100 computando 13 críticas, lo que implica "opiniones mayoritariamente favorables", y una puntuación media de 6,6 sobre 10 entre los usuarios del portal web, lo que también implica "opiniones mayoritariamente favorables".